# 梅特拉卡特拉 (阿拉斯加州)
梅特拉卡特拉（英語：Metlakatla）是位於美國阿拉斯加州威尔士亲王-海德人口普查区的一個非建制地區和人口普查指定地區。根據2010年美國人口普查，該地人口為1405人，而該地的面積約為6.10平方千米。

## 地理
梅特拉卡特拉的座標為55°07′37″N 131°34′25″W / 55.12694°N 131.57361°W，而該地的平均海拔高度為1米（即3英尺）。